# Angelo Hugues
Angelo Hugues (ur. 3 września 1966 w Rosendaël) – francuski piłkarz grający na pozycji bramkarza. Grał m.in. w AS Monaco, Giungamp, Lyonie i Wiśle Kraków.
Swój pierwszy mecz w Ligue 1 Angelo Hugues rozegrał 26 sierpnia 1986 roku jako piłkarz AS Monaco w spotkaniu przeciwko Stade Brestois. W sumie we francuskiej ekstraklasie rozegrał 123 spotkania. Zdobył mistrzostwo Francji w sezonie 1987/1988 w barwach AS Monaco, a jako gracz Lyonu triumfował w Pucharze Ligi Francuskiej w sezonie 2000/2001.
29 lipca 2002 przeszedł z Olympique Lyon do Wisły Kraków. W drużynie Białej Gwiazdy spędził sezon, rozegrał 18 spotkań i zdobył mistrzostwo Polski oraz Puchar Polski. 30 lipca 2003 stał się zawodnikiem Bastii, a rok później przeszedł do Gallia Club Lunel, gdzie zakończył piłkarską karierę.